# 1805 en philosophie
Chronologie de la philosophie
- 1801
- 1802
- 1803
- 1804
- 1805
- 1806
- 1807
- 1808
- 1809

L’année 1805 a été marquée, en philosophie, par les événements suivants :

## Publications
- Jacques-Henri Meister : Cinq nouvelles helvétiennes, Paris, A.-A. Renouard, 1805

## Naissances
- 29 juillet : Alexis de Tocqueville, penseur politique, historien et écrivain français, mort en 1859.
- 19 août : Jules Barthélemy-Saint-Hilaire, philosophe français, mort en 1895.